# Френкіш-Крумбах
Френкіш-Крумбах (нім. Fränkisch-Crumbach) — громада в Німеччині, знаходиться в землі Гессен. Підпорядковується адміністративному округу Дармштадт. Входить до складу району Оденвальд.
Площа — 16,1 км2. Населення становить 3114 ос. (станом на 31 грудня 2020).